# John Talbot Wentworth Reeve
John Talbot Wentworth Reeve, britanski general, * 1891, † 1983.